# 386 av. J.-C.
Cette page concerne l'année 386 av. J.-C. du calendrier julien proleptique.

## Événements
- 31 juillet du calendrier romain[1] : entrée en charge à Rome de tribuns militaires à pouvoir consulaire : Marcus Furius Camillus, Servius Cornelius Maluginensis, Quintus Servilius Fidenas, Lucius Quinctius Cincinnatus Capitolinus, Publius Valerius Potitus Publicola, Lucius Horatius Pulvillus ; Camille et Fabius battent une coalition de Latins, Herniques et Volsques révoltés à Satricum, puis libèrent Sutrium, attaquée par les Étrusques ; Nepete est reprise aux Étrusques et la faction anti-romaine qui avait livré la ville est exécutée[2].
- Sparte et la Grèce jurent à Sardes un traité, la paix d'Antalcidas (du nom du général spartiate qui avait négocié la paix en 387 av. J.-C.) ou paix du Roi, reconnaissant les droits de la Perse d'Artaxerxès II sur l'Asie et les îles de Clazomènes et de Chypre, ainsi que les droits d'Athènes sur les îles de Skyros, d'Imbros et de Lemnos. Cette paix revient pour Athènes à abandonner une grande partie de son empire cependant que les villes grecques d'Asie retombent dans l'orbite des Achéménides. L'allié de Sparte, Denys l'Ancien de Syracuse est reconnu roi. Les délégués des cités se réunissent à Sparte pour jurer de respecter la paix du Roi. Les délégués thébains demandent de prêter serment au nom de tous les Béotiens. Agésilas II refuse en faisant valoir l’autonomie des cités, et rassemble des troupes pour faire pression sur Thèbes. Les Thébains s’inclinent et la confédération béotienne est dissoute. Agésilas invoque le même principe d’autonomie pour obliger les Argiens et les Corinthiens à renoncer à l’union des deux cités[3].

- Traité d’alliance entre Marseille et Rome (date possible)[4].